# Aquafresh

Logo del dentifricio Aquafresh.

Aquafresh è un marchio della GlaxoSmithKline destinato a prodotti per l'igiene orale. Fu creato nel 1973 da Beecham Group e portato in eredità durante le varie fusioni a cui l'azienda andò incontro.
Fu il primo dentifricio "a strisce", ossia composto da paste di differente colore che rimangono visivamente separate anche quando il tubetto viene spremuto. Nasce inizialmente con due colori, blu e bianco, ai quali la mercatistica ha provveduto ad associare particolari caratteristiche; il blu indicava la capacità di conferire un alito fresco, il bianco indicava la capacità di mantenere i denti sani.
Puntando principalmente sulla trovata delle strisce e sulla freschezza, e quindi diretto sostanzialmente a consumatori giovani, nel tempo ha in parte mantenuto questo posizionamento ma evolvendolo in direzione dell'igiene orale. All'inizio degli anni ottanta viene quindi aggiunto anche un terzo colore, il rosso, con conseguente riorganizzazione dei benefit; il blu sta per la freschezza, il bianco sta per la prevenzione della carie e il rosso sta per la prevenzione della placca.
Più in generale, comunque, per far fronte alle esigenze di mercato, l'Aquafresh si è sviluppato proponendo numerose varianti sia a livello di pasta, disponibile in vari gusti e/o con varie caratteristiche, sia a livello di tubetto (ad esempio a partire dagli anni ottanta è stato disponibile in dispenser, cioè in un cilindro di plastica rigida che permette di far uscire la pasta premendo un pulsante). Al dentifricio sono stati affiancati inoltre anche altri prodotti, sempre a marchio Aquafresh; come spazzolini, collutori o gomme da masticare per l'igiene orale.
L'Aquafresh è un dentifricio diffuso in tutto il mondo. Ha associato il proprio nome a varie iniziative benefiche, ma è stato talvolta anche al centro di polemiche.